# تأثیرات اجتماعی یوتیوب
تأثیر اجتماعی یوتیوب:

نشان‌واره

یوتیوب، معروف‌ترین و بزرگ‌ترین وبسایت و پلتفرم اشتراک‌گذاری ویدئو است. در دسامبر ۲۰۰۶ مجلهٔ تایم نوشت: «یوتیوب برای یک گشت‌ و گذار ویدئویی همان چیزی است که یک مرکز خرید بزرگ وال‌مارت برای خرید کردن است؛ همه چیز آن جاست، تنها کافی است از در وارد شوید».
یک نمونه از تاثیرهای اجتماعی یوتیوب، موفقیت ویدئوی «عمو اتوبوس» در سال ۲۰۰۶ بود. این ویدئو گفتگوی بین جوانان و رانندهٔ مسن اتوبوسی را نشان می‌داد که به‌طور گسترده میان رسانه‌های جهان مورد بحث قرار گرفته بود. یکی دیگر از ویدئوهای محبوب یوتیوب، پوشش و نمایش گستردهٔ آموزش گیتار بوده است که در آن عملکردهای گیتار توضیح داده شده بود اما نام بازیگر مشخص نبود. پس از نظرات میلیون‌ها نفر، نیویورک تایمز هویت گیتاریست را کشف کرد. این گیتاریست یک جوان کره‌ای ۲۳ ساله به نام لیم جونگ هیون بوده‌است که این فیلم را در اتاقش گرفته‌است. این ویدئو از آن زمان به بعد حذف شد.
پرمخاطب‌ترین ویدیوی یوتیوب در سال ۲۰۲۰، کلیپ استنداپ «دیو شپل»، بازیگر، کمدین و نویسنده آمریکایی بود. نتفلیکس این ویدیوی ۲۷ دقیقه‌ای را همزمان با اعتراضات مردم آمریکا به نژادپرستی و خشونت پلیس این کشور در واکنش به مرگ جورج فلوید منتشر کرد. منتقدان و چهرهای برجسته آمریکا صداقت شپل را در این ویدیو حین توضیح نژادپرستی تحسین کرده‌اند. عنوان این ویدیو (۸ دقیقه و ۴۶ ثانیه) به مدت زمانی که افسر پلیس آمریکا زانویش را روی گردن جورج فلوید گذاشت اشاره می‌کرد. بعد از آن پرمخاطب ترین ویدیو یوتوب در 13 ژانویه سال 2022، ویدیو بچه کوسه بود که توانست بیش از 10 میلیارد بازدید دریافت کند.
یکی دیگر از تأثیرات اجتماعی شبکه‌های بزرگ مثل یوتوب، ایجاد و تفهیم سلیقه برای کاربران است، به عنوان مثال؛ فرد در برخورد با یک ویدیو و لایک‌های آن ناخودآگاه احساس کرده که این ویدیو خیلی محبوب است و آن را تبلیغ می‌کند در حالی که شاید اصلاً این ویدیو به هیچ عنوان مورد پسند این کاربر نمی‌بود اگر تعداد لایک‌ها یا کامنت‌های سایر کاربران را مشاهده نمی‌کرد که البته نمی‌توان به یقین گفت لایک و کامنت به‌ وسیلهٔ انسان انجام می‌شود.
بررسی تأثیر این رسانه در رفتار افراد بسیار جالب است. با توجه به مطالعات علمی صورت گرفته نسبت به حواس چندگانه انسان، یکی از راه‌های دریافت حجم زیادی از اطلاعات به مغز انسان، از طریق چشم (eye) می‌باشد. بسیاری از احساسات و تفکرات و داده‌هایی که وارد مغز انسان می‌شود از طریق حس بینایی است.
چشم‌ها نقش مؤثری در برقراری ارتباط و درک دنیا و جهان هستی برای انسان دارند و بر همین اساس زمانی که شما تصویری را با چشمانتان می‌بینید نسبت به آن واکنش نشان می‌دهید، ممکن است تصویر دخترکی تهی‌دست را از پشت شیشه ماشین‌تان، هنگامی که منتظر سبز شدن چراغ هستید تماشا کنید و نسبت به آن دخترک حس ترحم پیدا کنید. در واقع ایجاد حس ترحم و شاید نوع دوستی شما نتیجه تصویری است که از طریق چشمان‌تان به مغزتان مخابره شده‌است؛ در حالی‌ که اگر چشمان شما آن دختر را نمی‌دید، یقیناً هیچ احساسی هم در شما برانگیخته نمی‌شد.
پس دریافتیم که یکی از راه‌های مؤثر دریافت اطلاعات چشم است و رسانه یوتیوب نیز بر همین اساس استوار شده‌ است. یعنی یک پلتفرم صوتی-تصویری است. مؤسسان این رسانه با آگاهی از این ساختار دریافت اطلاعات در مغز انسان، سعی کرده‌اند چیزی خلق کنند تا از طریق آن بتوانند بین انسان‌ها ارتباط و نقاط مشترکی ایجاد کنند.
در واقع شما آن چیزی را که با چشمان‌تان می‌بینید بهتر می‌شناسید و رسانه یوتیوب با نمایش فیلم‌ها و تصاویر سعی در انتقال اطلاعات به مخاطبانش دارد.
این انتقال اطلاعات دامنه وسیعی می‌تواند داشته باشد، مثل تماشای غذا خوردن مردم در یک رستوران، شما با دیدن تصاویر غذا خوردن مردم در یک رستوران احتمالاً نسبت به آن مکان حس کنجکاوی پیدا می‌کنید و در صورتی که تصاویر و ویدیوهای نظرات مشتریان آن رستوران را ببینید و نظر شما جلب شود، احتمالاً برای مراجعه به آن مکان خاص برنامه‌ریزی می‌کنید. به اینصورت می‌توان خیلی خلاصه نقش یوتیوب را در ایجاد حس هوس در مخاطبان بررسی کرد.
یوتیوب بزرگ‌ترین وب سایت انتشار ویدئو و دومین وب سایت پربازدید در الکسا اینترنت و سیمیلار وب است، ۸۱ درصد از بزرگسالان آمریکا حداقل یک بار از آن بازدید کرده‌اند، تأثیر اجتماعی یوتیوب بر زمینه‌های مختلف بوده‌ است و هر کدام از فیلم‌ها در شکل‌گیری رویدادهای جهان مؤثر بوده‌اند.

مایکل وش، انسان‌شناس فرهنگی عقیده دارد:

برخی از افراد، یوتیوب را کوچک‌ترین و در عین حال بزرگ‌ترین صحنه نامیده‌اند. یوتیوب می‌تواند از عمومی‌ترین مکان‌ها تا حتی خصوصی و خانه‌هایمان را نشان بدهد؛ یوتیوب چیزهای زیادی را به ما نشان می‌دهد مانند: سخنرانی‌های سیاستمداران، کمدین‌ها روی صحنه، سخنرانی‌های مذهبی، سخنرانی یک معلم، ما با یوتیوب به نزدیکترین نقطه جهان تا دورترین نقطه جهان دسترسی داریم. از کسانی که دوستشان داریم گرفته تا کسانی که قرار است به زودی دوست داشته باشیم یا کسانی که حتی نمی‌شناسیم.

## همچنین ببینید
شبکه اجتماعی
یوتیوب
گوگل
شبکه اجتماعی
یوتیوب
گوگل